# سفارت دانمارک در لندن
سفارت دانمارک در لندن (به انگلیسی: Embassy of Denmark) یک سفارت در بریتانیا است که در کنزینگتون واقع شده‌است.